# Аламеда-де-Эркулес
Аламеда-де-Эркулес (исп. Alameda de Hércules) — садовая площадь в Севилье (Испания). Созданная в 1574 году, она первоначально была прогулочным общественным садом, получившим название по восьми рядам белых тополей (по-испански álamos), которые занимали его центральную часть. Расположенный в северной части Каско-Антигуо (исторического центра Севильи), между рекой Гвадалквивир и районом Макарена, Аламеда-де-Эркулес является старейшим общественным садом в Испании и Европе.

## История
До своей трансформации территория Аламеды-де-Эркулес была частью самого восточного ответвления реки Гвадалквивир. Оно пересекало нынешние районы центра города через Аламеду по направлению к Новой площади и оканчивалось в районе Эль-Ареналь. После того, как в 1383 году это ответвление было отрезано дамбой, его бассейн превратился в болотистый пруд, питаемый водоносным горизонтом и частыми подъемами уровня реки.
В 1574 году граф Барахас ещё больше осушил эту местность, построив оросительные каналы и фонтаны, а также высадив линии прибрежных белых тополей. Четыре колонны отделяли променад от деревьев. Вначале планировалось взять четыре колонны из руин римского храма на улице Мармолес, предположительно посвящённого Геркулесу. Однако при перемещении третьей колонны она развалилась, оставив работу временно незавершённой. Таким образом, две колонны в южном конце Аламеды-де-Эркулес первоначально принадлежали римскому храму, в то время как северные колонны являются более современными репродукциями. На двух южных колоннах были размещены две скульптуры: Геркулеса (мифологического основателя Севильи) и Юлия Цезаря (известного как устроителя города во время римского правления). Во второй половине XVIII века на северных колоннах были установлены две дополнительные статуи львов со щитами, представляющие Севилью и Испанию.
В конце XIX века Аламеда-де-Эркулес служила местом встреч представителей высших классов, со множеством элегантных театров и киосков. Однако после Гражданской войны она начала приходить в упадок и стала одним из беднейших районов Севильи, чьими проблемами являлись проституция и наркотики. По данным 1989 года в районе насчитывалось до 35 борделей.
Медленное восстановление Аламеды стартовало в начале XXI века, затем общественная реконструкция, финансируемая городским советом, полностью её обновила в 2006—2008 годах. Дорожное движение было ограничено, были установлены ряды киосков, скамеек и фонтанов. Набережная также была реконструирована с высадкой множества белых тополей и южных каркасов. Ныне Аламеда является одним из главных центров ночной жизни Севильи.
Несмотря на систему с наводнениями, построенную в ходе ранней трансформации площади в течение XVI и XVII веков, Аламеда-де-Эркулес оставалась одним из самых наводняемых районов города вплоть до второй половины XX столетия. Так, во время Великой чумы 1649 года сообщалось о том, что Аламеда была настолько затоплена, что люди пересекали её на лодках. Недавно реализованные изменения в системе русла реки Гвадалквивир, а также установка огромной подземной цистерны для удержания ливневой воды, улучшили дренаж и предотвращают новые наводнения в этом районе.

## Памятники и здания
Помимо четырёх колонн, на Аламеде-де-Эркулес есть и ещё ряд достопримечательностей. На его западной стороне находится Дом сирен, французский дворец XIX века. Часовня Нуэстра-Сеньора-дель-Кармен-и-Крус-дель-Родео, расположенная в северной части площади, служила источником вдохновения для драмы Хосе Соррильи-и-Мораля «Дон Хуан Тенорио». Так здесь находился монастырь, в который была заключена донья Инес.
Также рядом с площадью находится дом, в котором родился писатель-романтик Густаво Адольфо Беккер.

## Ночная жизнь
Аламеда-де-Эркулес ныне известна как центр ночной жизни Севильи. Музыка, звучащая здесь, варьируются от хеви-метала или фанк-музыки до живого фламенко. Помимо диско-пабов, на набережной и вокруг неё работают многочисленные рестораны новой кухни, традиционные рестораны, тапас-бары, кафе и чайные в арабском стиле. Аламеда — это также гей-дружелюбный квартал Севильи с гей-пабами и дискотеками.